# Alyscamps

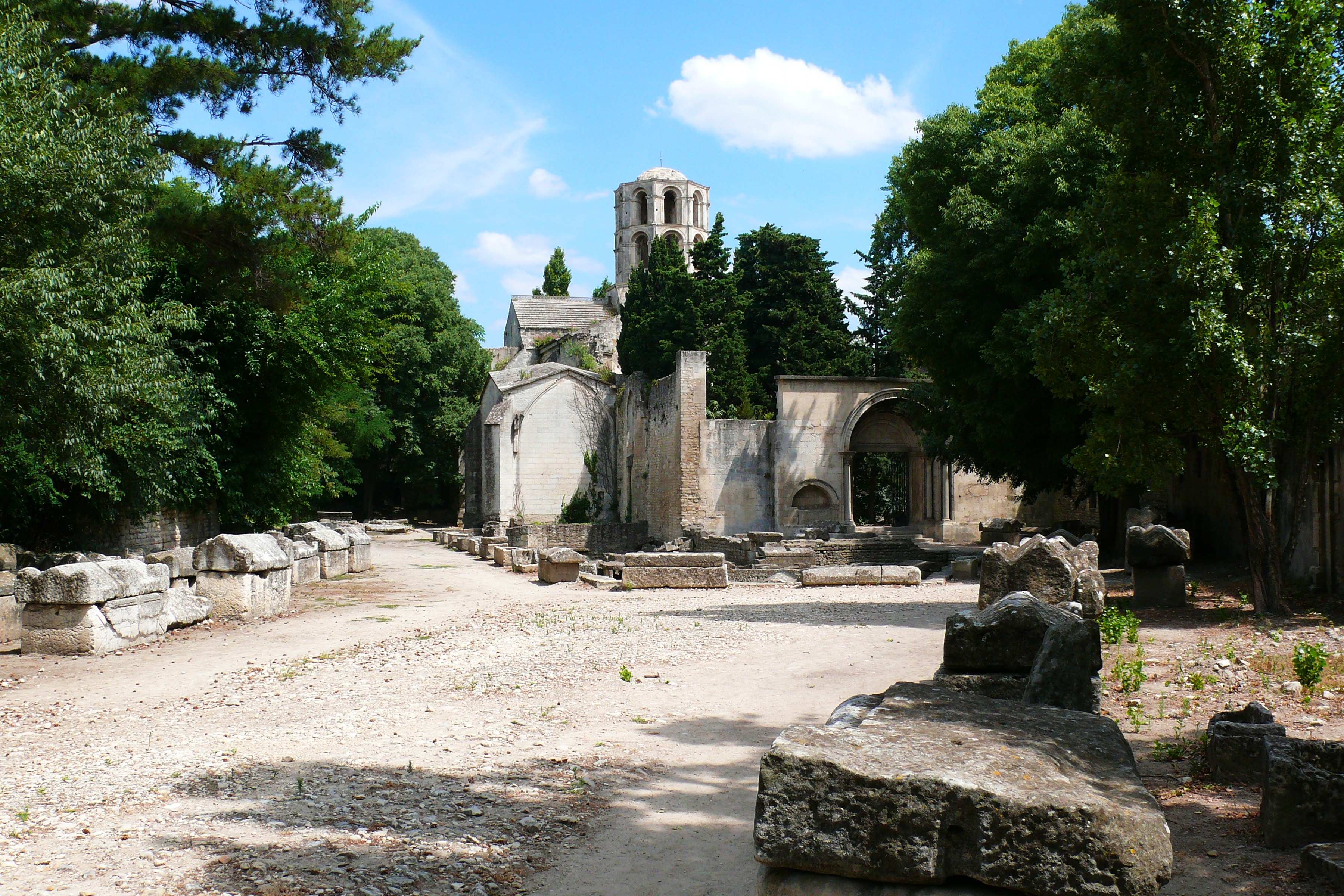
Die Kirche St. Honorat

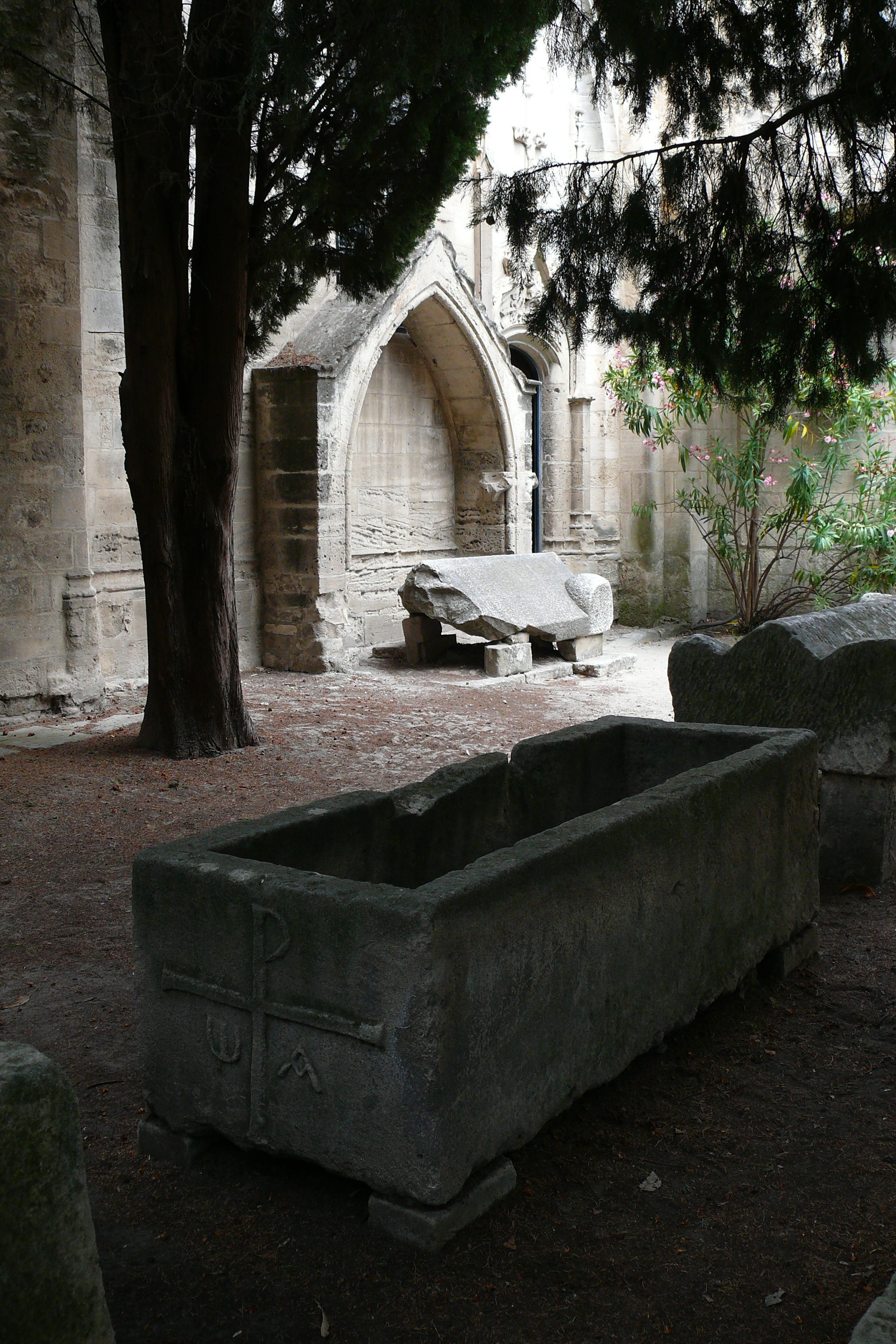
Seitenkapelle der Kirche St. Honorat

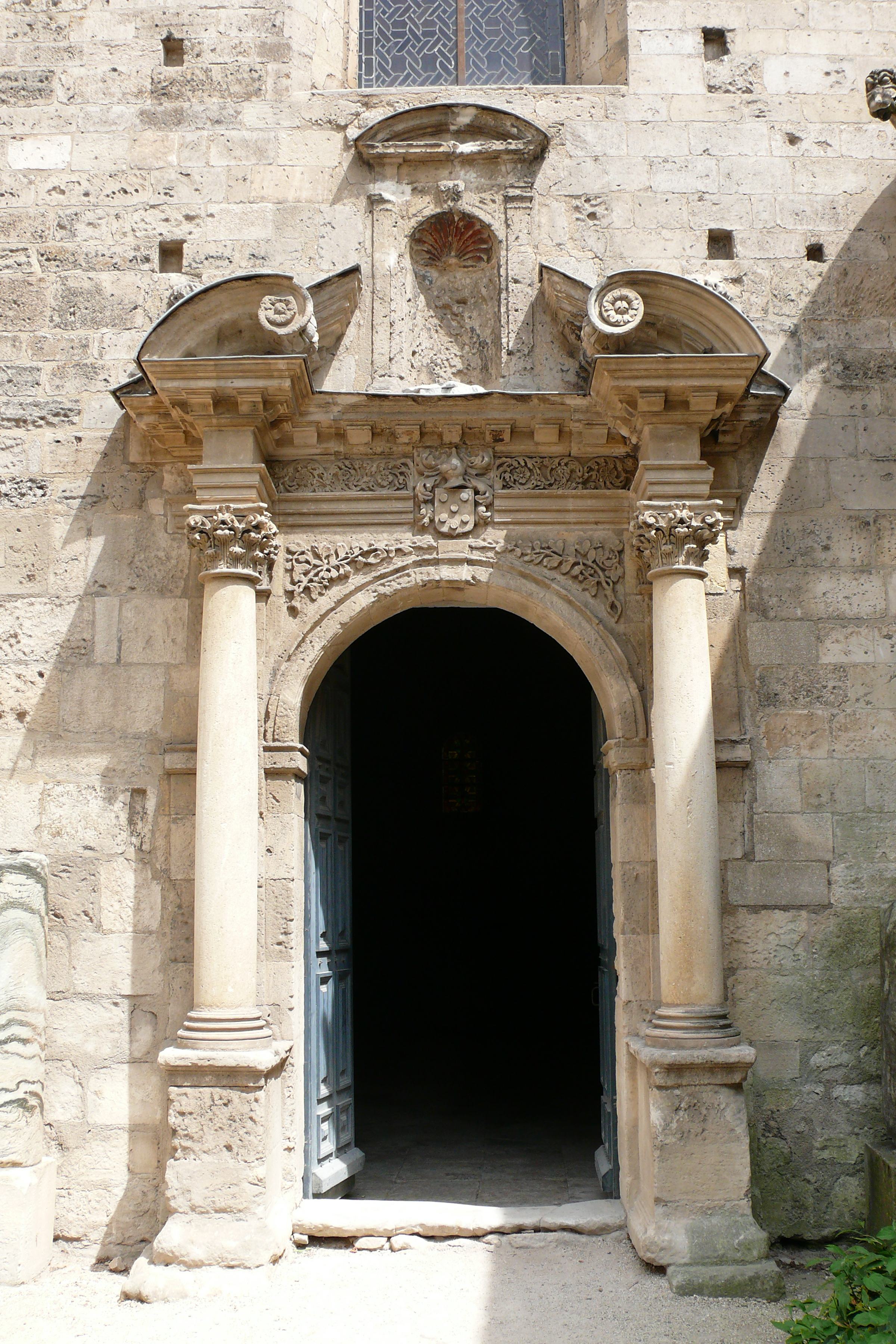
Das barocke Portal der Kirche St. Honorat

Die Alyscamps (lat. Allissi campi, dt. elyseische Felder) ist eine antike Nekropole am südöstlichen Rand der Altstadt des südfranzösischen Arles. Zwischen den mehr oder weniger erhaltenen Resten der Kirchen St. Cesaire-le-Vieux und St. Honorat reihen sich heute auf beiden Seiten einer etwa 500 Meter langen Platanen-Allee antike Steinsarkophage aneinander.
Das bereits in der Antike angelegte Gräberfeld an der Römerstraße Via Aurelia gewann ab dem 5. Jahrhundert, als sich die Verehrung des heiligen Genesius verbreitete, an Bedeutung. Genesius (St. Genès) war Kanzleischreiber in Arles, der unter dem römischen Kaiser Maximian um das Jahr 303 n. Chr. enthauptet wurde, weil er sich geweigert hatte, Todesurteile gegen Christen zu bestätigen. Genesius wurde auf dem Gräberfeld bestattet und in der Folgezeit auch die Bischöfe von Arles.
Mit dem Einsetzen der Pilgerströme nach Santiago de Compostela nahm die Bedeutung der Alyscamps im 12. Jahrhundert weiter zu. Hier auf der Alyscamps beginnt die Via Tolosana, die südlichste der vier Hauptrouten des Jakobwegs in Frankreich, die Aimeric Picaud in seinem Codex Calixtinus (5. Buch: Le Guide du Pèlerin de Saint-Jacques-de-Compostelle) Via Aegidia (Route des Saint-Gilles du Gard) nennt. Hier sammelten sich die Pilger für ihren Weg nach Santiago de Compostela. Aimeric Picaud empfiehlt in seiner im Jahr 1139 entstandenen Schrift die Verehrung der verstorbenen Heiligen in der Krypta von St. Honorat.
Die Kirche St. Honorat, errichtet auf vorromanischen Mauerresten, stammt in ihren Hauptteilen aus dem 12. und frühen 13. Jahrhundert. Mit zahlreichen Unterbrechungen wurde bis zum 19. Jahrhundert immer wieder an der Kirche gearbeitet, ohne dass sie je vollständig fertiggestellt werden konnte. Chor, Querhausarme mit Kapellen des 15. bis 18. Jahrhunderts und die Vierung mit dem Glockenturm sind erhalten. Von fünf geplanten Langhaus-Jochen wurde nur das östlichste Joch, das im 17. Jahrhundert durch eine provisorische Wand nach Westen geschlossen wurde, verwirklicht. Gemeinsam mit der Kathedrale Saint-Trophime in Arles gehört die Kirche St. Honorat zu den großen Werken der zweiten romanischen Zeit (12. Jh.) in der Rhône-Provence.
Vor der Kirche St. Honorat liegen die Überreste eines frühchristlichen Friedhofs, der auf das 4. und 5. Jahrhundert datiert werden kann.
Im Mittelalter war die Kirche St. Cesaire-le-Vieux Klosterkirche des Klosters St. Cesaire. Vermutlich war sie die Nachfolgekirche der Grabkirche Sainte-Marie, bei der die Nonnen des Klosters beigesetzt wurden.
Besonders wertvolle, spätrömische Sarkophage aus der Nekropole Alyscamps bilden heute einen Teil der Sehenswürdigkeiten im Musée de l’Arles antique in Arles. Die einfacher gestalteten Sarkophage, teilweise mit Symbolen dekoriert, blieben vor Ort.
Die Nekropole Alyscamps war ursprünglich wesentlich größer als die heute noch bestehenden Reste. Mit dem Bau einer Eisenbahnstrecke im 19. Jahrhundert wurde der südliche Teil der Gräberstraße vernichtet.

## Galerie

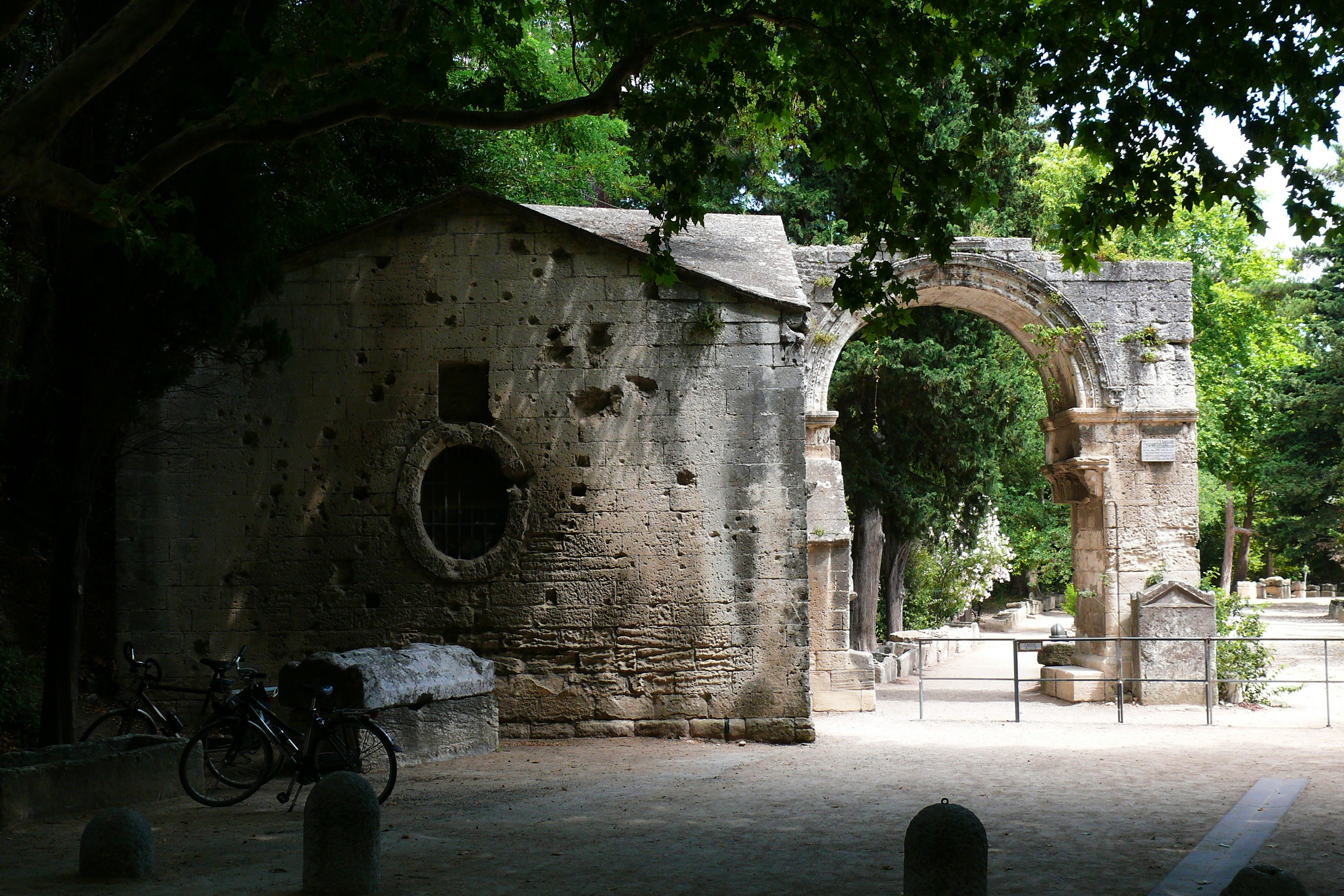
Die Reste der Kirche St. Cesaire-le-Vieux
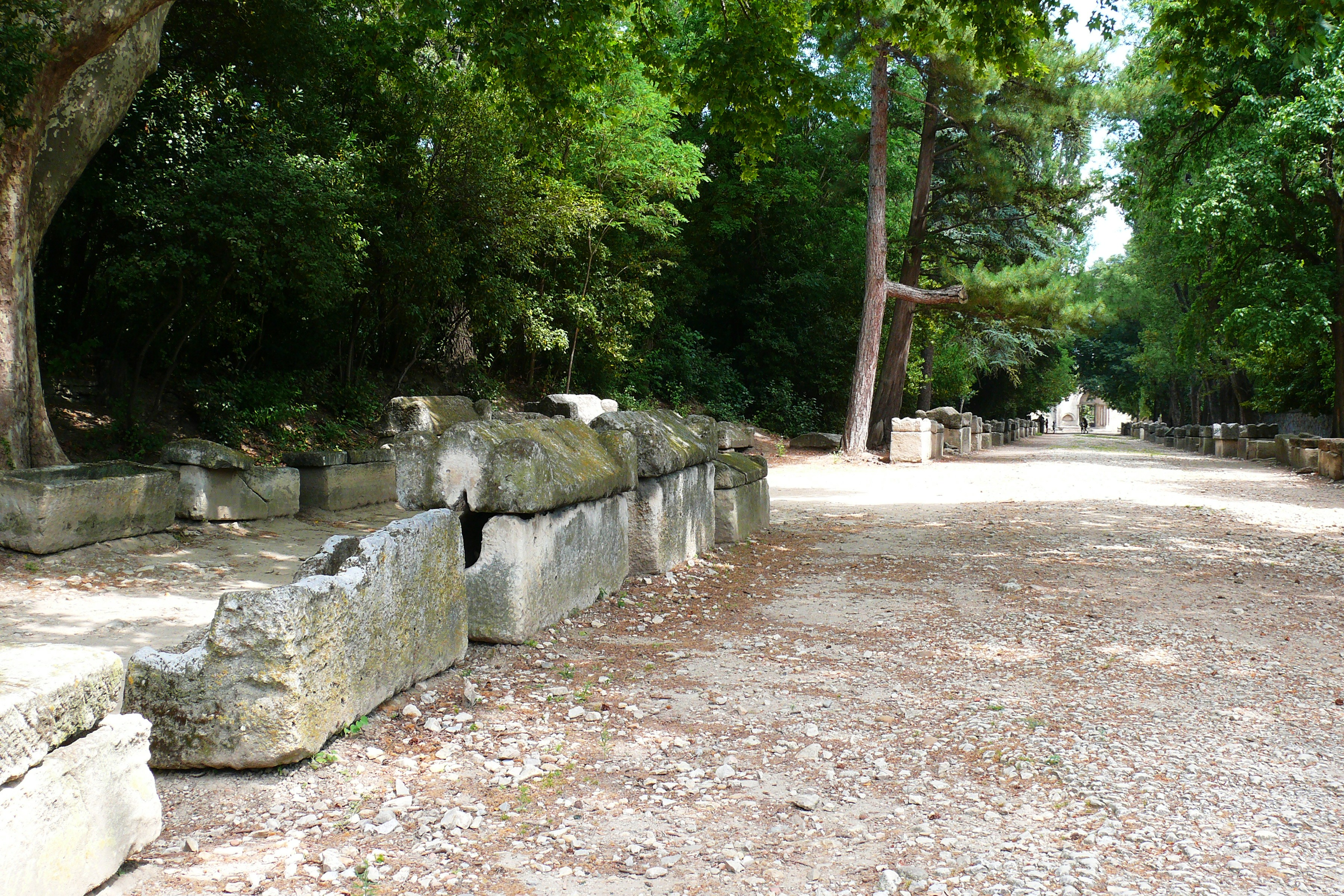
Die Platanen-Allee mit Sarkophagen
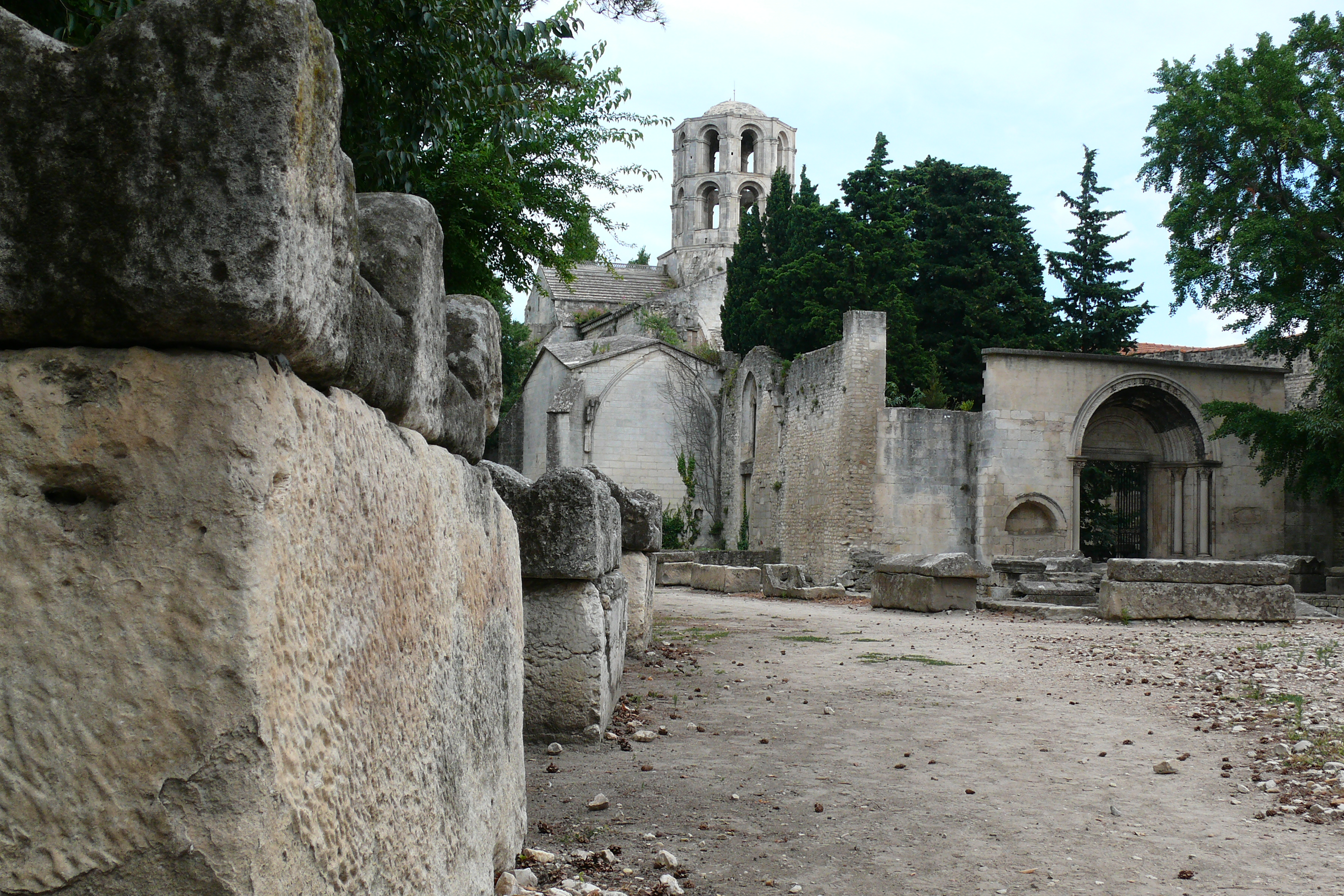
Die Nekropole Les Alyscamps mit der Kirche St. Honorat
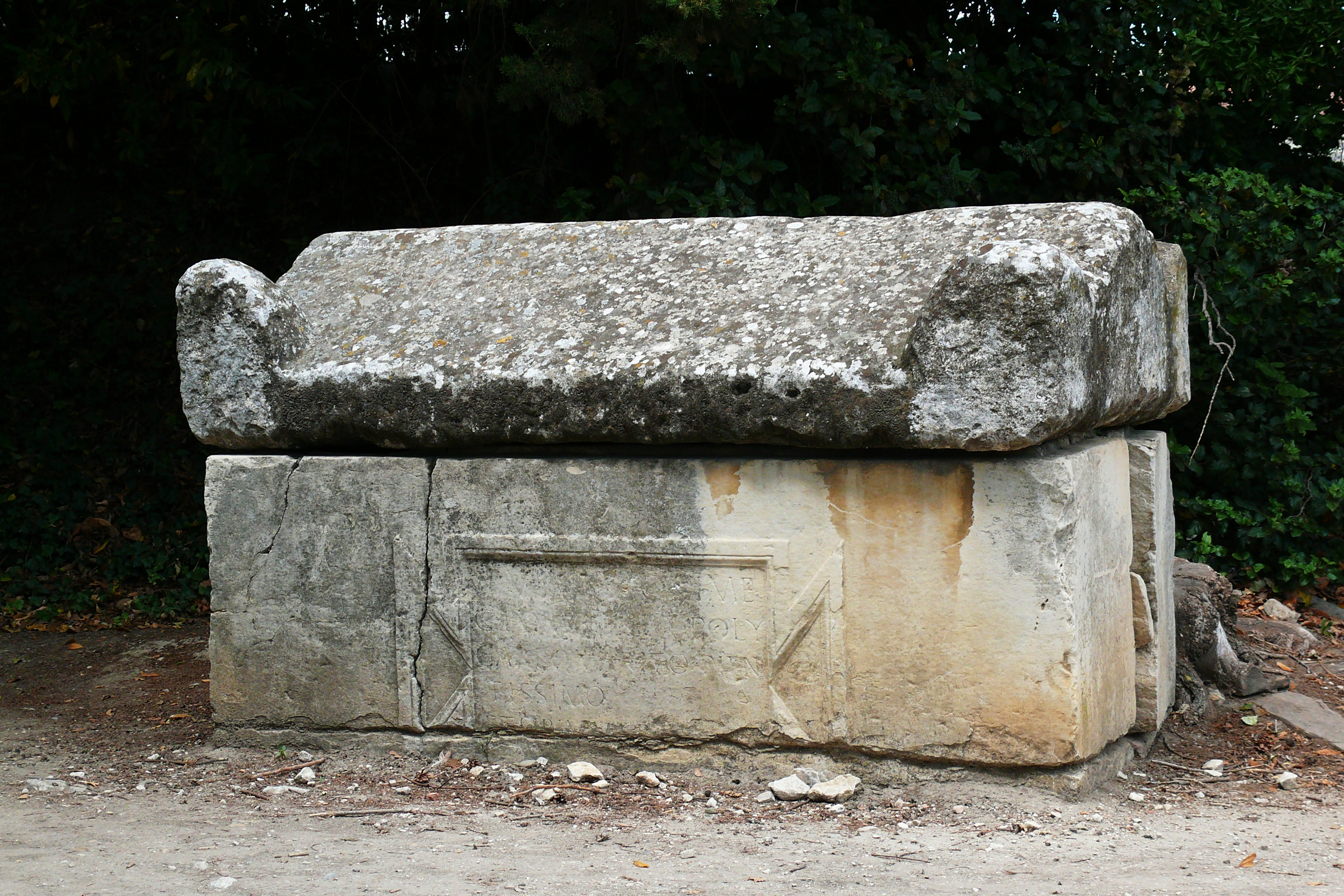
Steinsarkophag
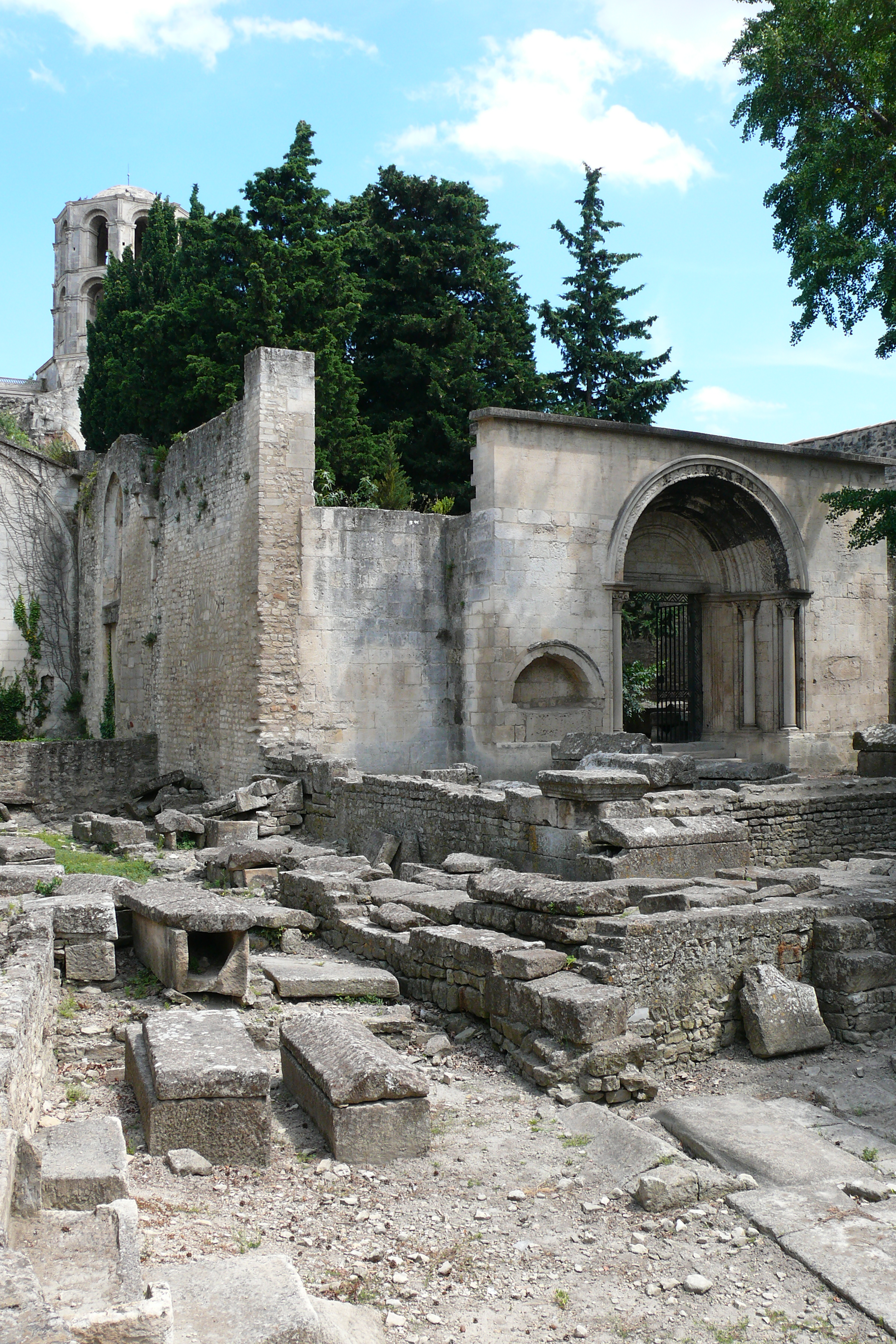
Christengräber im Bereich der Kirche St. Honorat
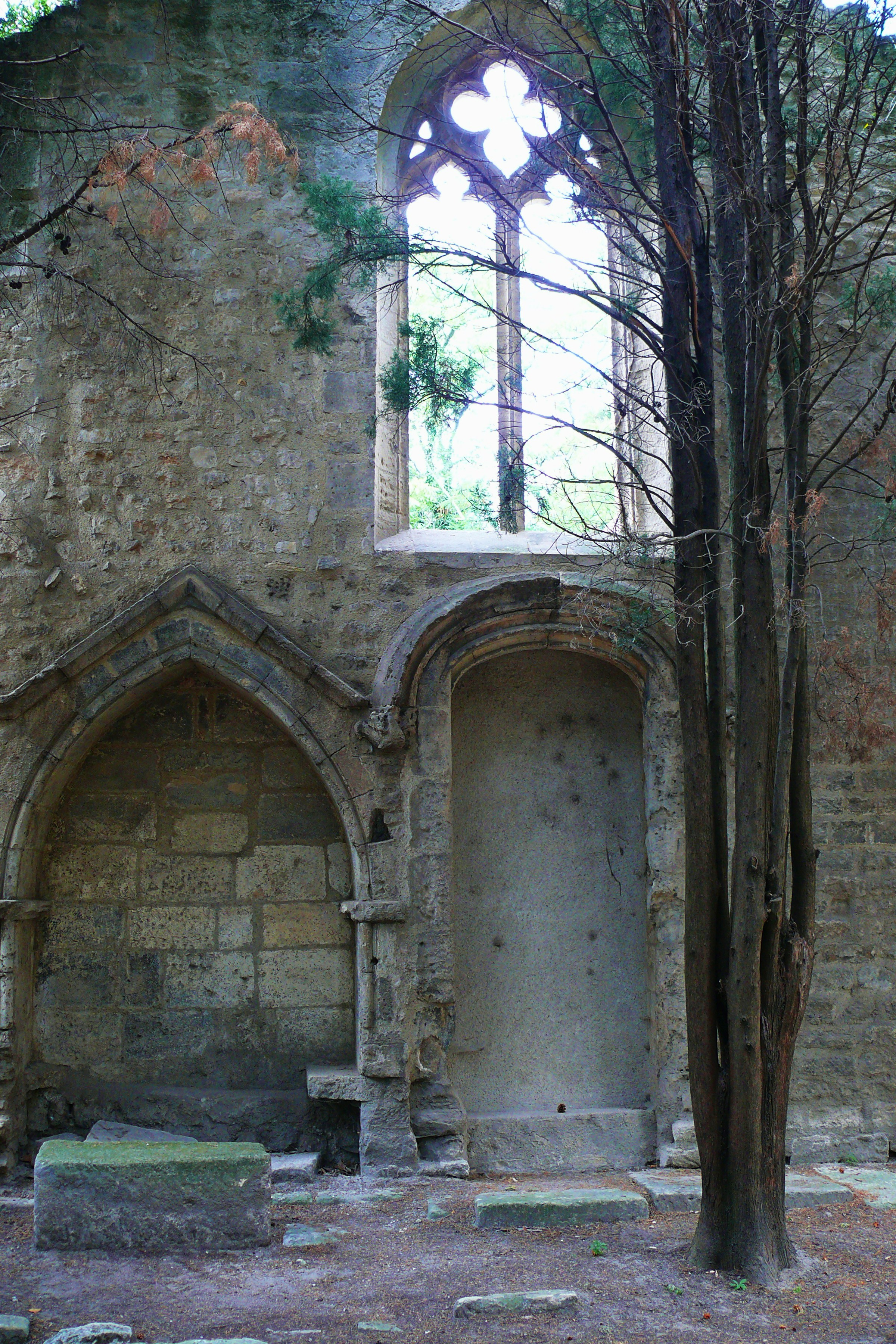
Langhauswand der Kirche St. Honorat
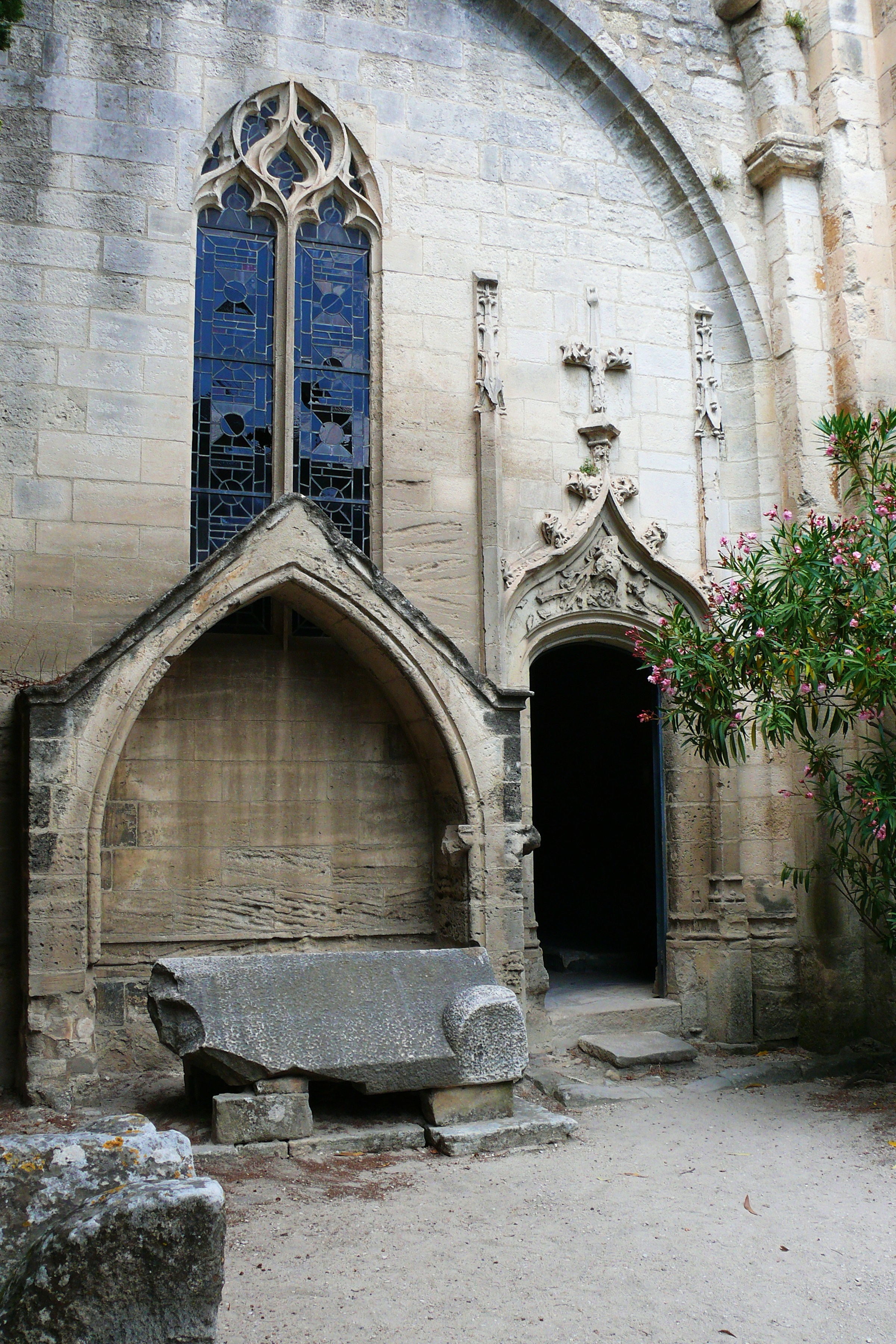
Seitenkapelle der Kirche St. Honorat
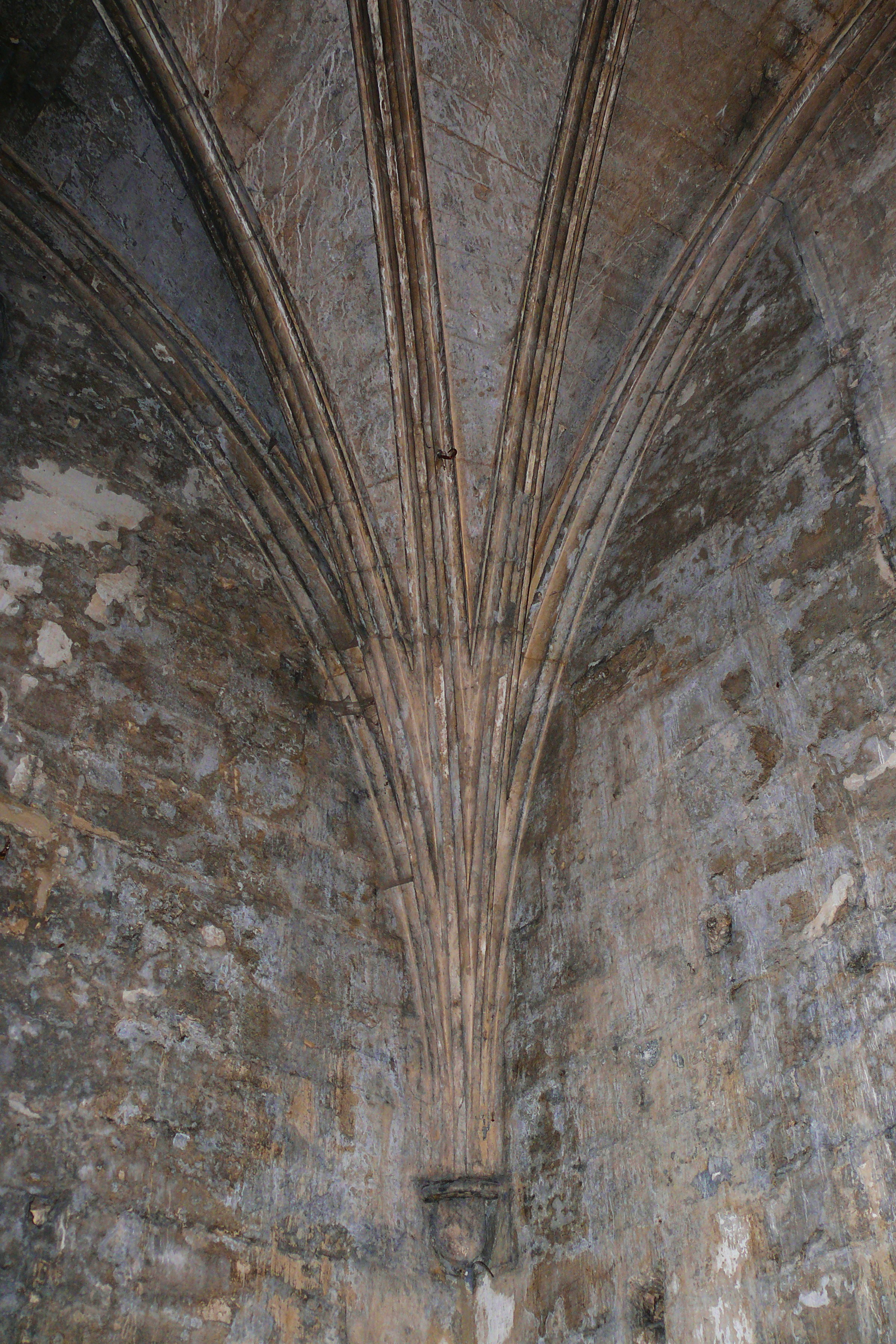
Gewölbedetail in der Kirche St. Honorat